# دیود (مجارستان)
دیود (به مجاری:  Gyód) یک منطقهٔ مسکونی در مجارستان است که در ناحیه پچ واقع شده‌است. دیود ۶۴۰ نفر جمعیت دارد.